# Два северца са Карпата (песма)
Два северца са Карпата је дечија песма која се налази у збирци дечије књижевности Детињство, познате српске песникиње Десанке Максимовић.

## Анализа песме
Два северца са Карпата били су другари и заједно су јурили улицом, дуж тротоара и преко врата. Један је рекао другоме да и највише волио лећи поред топле пећи. Тешко му је тако гол, голцат јурити светом и то по зими. Волио би да може пронаћи неку пукотину испод врата и тамо се сместити. Други северац се запита има ли неки улаз у кућу горе поред прозора. Стигли су тако до Радине куће и тихо ушли кроз шарке на вратима. Рада их је дочекала и донела им чаја с мало хлеба да презалогаје. Дала им је капе, чарапе и ципеле, загрејала им лице и руке, па су поново изјурили из куће. Два северца нису имала ништа да даду Ради, па су је само пољубили. Обећали су јој да ће јој послати сунце након што прегурају зиму. Рада једва чека те дарове из далека. 

## О песникињи
Десанка Максимовић је српска песникиња, приповедач, романсијер, писац за децу, академик Српске академије наука и уметности, повремено преводилац, најчешће поезије с руског, словеначког, бугарског и француског језика.
Писала је песме о детињству, љубави, завичају, природи, животу, пролазности, па и смрти.
Осим њених значајних песмама за младе и одрасле, Десанка Максимови значајна је песникиња за децу. Као и остале песме, и дечије песме обилују прекрасним песничким сликама, богате су стилским фигурама и свака носи лепу поуку. Деца једнако уживају у поезији ове песникиње као и одрасли, наравно, читајући о темема које су им примереније и које могу да разумију. Управо такве песме налазе се у њеној збирци дечје књижевности „Детињство“.